# Alströmergymnasiet
Alströmergymnasiet, tidigare Alströmerskolan, är Alingsås kommunala gymnasieskola, uppkallad efter Jonas Alströmer. Gymnasiet hade vid vårterminen 2025 cirka 1400 elever, fördelade på 11 nationella gymnasieprogram. Skolan har också en tydlig idrottsprofil med tre olika sporter i sitt NIU-idrottsgymnasium, handboll, fotboll och gymnastik. Skolan tar emot elever från Kiruna i norr till Halland i söder.
Gymnasiesärskolan är förlagd till lokaler i Alströmergymnasiet.
Alströmergymnasiet invigdes 1969.

## Skolans program
- Barn- och fritidsprogrammet
- Byggprogrammet
- Elprogrammet
- Estetiska programmet
- Handels- och administrationsprogrammet
- Restaurang- och livsmedelsprogrammet
- Individuella programmet
- Naturvetenskapsprogrammet
- Vård- och omsorgsprogrammet
- Samhällsvetenskapsprogrammet
- Teknikprogrammet